# Lacantunia enigmatica
Lacantunia enigmatica är en fiskart som beskrevs av Rodiles-Hernández, Hendrickson och John G. Lundberg 2005. Lacantunia enigmatica är ensam i släktet Lacantunia och i familjen Lacantuniidae. Inga underarter finns listade i Catalogue of Life.